# 1503 год
1503 (ты́сяча пятьсо́т тре́тий) год  по юлианскому календарю — невисокосный год, начинающийся в воскресенье. Это 1503 год нашей эры, 3‑й год 1‑го десятилетия XVI века 2‑го тысячелетия, 4‑й год 1500‑х годов. Он закончился 522 года назад.
| Пн | Вт | Ср | Чт | Пт | Сб | Вс |
|    |    |    |    |    |    | 1  |
| 2  | 3  | 4  | 5  | 6  | 7  | 8  |
| 9  | 10 | 11 | 12 | 13 | 14 | 15 |
| 16 | 17 | 18 | 19 | 20 | 21 | 22 |
| 23 | 24 | 25 | 26 | 27 | 28 | 29 |
| 30 | 31 |    |    |    |    |    |

| Пн | Вт | Ср | Чт | Пт | Сб | Вс |
|    |    | 1  | 2  | 3  | 4  | 5  |
| 6  | 7  | 8  | 9  | 10 | 11 | 12 |
| 13 | 14 | 15 | 16 | 17 | 18 | 19 |
| 20 | 21 | 22 | 23 | 24 | 25 | 26 |
| 27 | 28 |    |    |    |    |    |

| Пн | Вт | Ср | Чт | Пт | Сб | Вс |
|    |    | 1  | 2  | 3  | 4  | 5  |
| 6  | 7  | 8  | 9  | 10 | 11 | 12 |
| 13 | 14 | 15 | 16 | 17 | 18 | 19 |
| 20 | 21 | 22 | 23 | 24 | 25 | 26 |
| 27 | 28 | 29 | 30 | 31 |    |    |

| Пн | Вт | Ср | Чт | Пт | Сб | Вс |
|    |    |    |    |    | 1  | 2  |
| 3  | 4  | 5  | 6  | 7  | 8  | 9  |
| 10 | 11 | 12 | 13 | 14 | 15 | 16 |
| 17 | 18 | 19 | 20 | 21 | 22 | 23 |
| 24 | 25 | 26 | 27 | 28 | 29 | 30 |

| Пн | Вт | Ср | Чт | Пт | Сб | Вс |
| 1  | 2  | 3  | 4  | 5  | 6  | 7  |
| 8  | 9  | 10 | 11 | 12 | 13 | 14 |
| 15 | 16 | 17 | 18 | 19 | 20 | 21 |
| 22 | 23 | 24 | 25 | 26 | 27 | 28 |
| 29 | 30 | 31 |    |    |    |    |

| Пн | Вт | Ср | Чт | Пт | Сб | Вс |
|    |    |    | 1  | 2  | 3  | 4  |
| 5  | 6  | 7  | 8  | 9  | 10 | 11 |
| 12 | 13 | 14 | 15 | 16 | 17 | 18 |
| 19 | 20 | 21 | 22 | 23 | 24 | 25 |
| 26 | 27 | 28 | 29 | 30 |    |    |

| Пн | Вт | Ср | Чт | Пт | Сб | Вс |
|    |    |    |    |    | 1  | 2  |
| 3  | 4  | 5  | 6  | 7  | 8  | 9  |
| 10 | 11 | 12 | 13 | 14 | 15 | 16 |
| 17 | 18 | 19 | 20 | 21 | 22 | 23 |
| 24 | 25 | 26 | 27 | 28 | 29 | 30 |
| 31 |    |    |    |    |    |    |

| Пн | Вт | Ср | Чт | Пт | Сб | Вс |
|    | 1  | 2  | 3  | 4  | 5  | 6  |
| 7  | 8  | 9  | 10 | 11 | 12 | 13 |
| 14 | 15 | 16 | 17 | 18 | 19 | 20 |
| 21 | 22 | 23 | 24 | 25 | 26 | 27 |
| 28 | 29 | 30 | 31 |    |    |    |

| Пн | Вт | Ср | Чт | Пт | Сб | Вс |
|    |    |    |    | 1  | 2  | 3  |
| 4  | 5  | 6  | 7  | 8  | 9  | 10 |
| 11 | 12 | 13 | 14 | 15 | 16 | 17 |
| 18 | 19 | 20 | 21 | 22 | 23 | 24 |
| 25 | 26 | 27 | 28 | 29 | 30 |    |

| Пн | Вт | Ср | Чт | Пт | Сб | Вс |
|    |    |    |    |    |    | 1  |
| 2  | 3  | 4  | 5  | 6  | 7  | 8  |
| 9  | 10 | 11 | 12 | 13 | 14 | 15 |
| 16 | 17 | 18 | 19 | 20 | 21 | 22 |
| 23 | 24 | 25 | 26 | 27 | 28 | 29 |
| 30 | 31 |    |    |    |    |    |

| Пн | Вт | Ср | Чт | Пт | Сб | Вс |
|    |    | 1  | 2  | 3  | 4  | 5  |
| 6  | 7  | 8  | 9  | 10 | 11 | 12 |
| 13 | 14 | 15 | 16 | 17 | 18 | 19 |
| 20 | 21 | 22 | 23 | 24 | 25 | 26 |
| 27 | 28 | 29 | 30 |    |    |    |

| Пн | Вт | Ср | Чт | Пт | Сб | Вс |
|    |    |    |    | 1  | 2  | 3  |
| 4  | 5  | 6  | 7  | 8  | 9  | 10 |
| 11 | 12 | 13 | 14 | 15 | 16 | 17 |
| 18 | 19 | 20 | 21 | 22 | 23 | 24 |
| 25 | 26 | 27 | 28 | 29 | 30 | 31 |

## События

### Европа
- 1485—1503 — закончилась Польско-турецкая война[1].
- 1493—1593 — Столетняя хорватско-османская война. Серия вооружённых конфликтов между Королевством Хорватия и Османской империей[2].
- 1499—1503 — закончилась турецко-венецианская война[3].
- 1499—1504 — Вторая итальянская война[4].
  - 13 февраля — Барлеттский вызов[5].
  - 22—23 февраля — битва при Руво[6].
  - 21 апреля — битва при Семинаре[7].
  - 28 апреля — битва при Чериньоле[8].
  - 29 декабря — битва при Гарильяно[9].
- 1501—1512 — Датско-шведская война[10].
- 1503—1505 — началась Война за ландсхутское наследство.
- Присоединение к Папской области Болоньи.
- Город Каменец-Литовский получает Магдебургское право.

### Азия и Африка
- 1503—1504 — битва при Ташкенте. Вооружённое противостояние Казахского ханства и Бухарского ханства[11].
- Битва при Ахси. Ханы Западного и Восточного Могулистана Султан Махмуд Хан (Ханике-хан) и Султан Ахмад Хан (Алача-хан) решили ослабить рост влияния узбеков под предводительством Мухаммада Шейбани путём войны[12].
- Португальцы овладевают Занзибаром, ставшим центром их владычества в Восточной Африке.
- Захват португальцами Момбасы.
- Захват португальцами Кочина (Индия).
- Васко да Гама грабит и топит суда арабских купцов и, возвращаясь в Лиссабон, оставляет в индийских водах постоянную военную эскадру.

### Америка
- 10 мая — Христофор Колумб открыл Каймановы острова.

## Русское государство
Правление: 1462—1505 — Ивана III Васильевича
- 1500—1503 — заканчивается русско-литовская война[13].
  - 25 марта — подписано Благовещенское перемирие сроком на шесть лет, между Русью и Великим княжеством Литовским. Включение в состав Великих княжеств Владимирского и Московского 19 порубежных городов: Чернигова, Новгород-Северского, Гомеля, Брянска, Торопца, Трубчевска, Стародуба, Курска, Севска, Рыльска, Путивля, Карачева, Мценска, Дорогобужа[14].
  - Великое княжество Литовское лишилось 70 волостей, 22 городищ и 13 сёл — около трети своей территории[13].
  - По условиям перемирия Ельня должна была возвратиться под власть польского короля Александра Ягеллончика, однако это решение было полностью не выполнено и уже осенью часть волостей Ельни были захвачены московскими войсками (см. 1500 год)[15].
  - 2 апреля — подписано перемирие с Ливонской конфедерацией, обеспечившее безопасность русско-ливонских границ вплоть до Ливонской войны 1558-1583 годов[13].
- 07 апреля  — умирает жена Ивана III — Софья Палеолог, великий князь хоронить её рядом со своей первой супругой в Вознесенском монастыре в Московском Кремле, в церкви Вознесения[14].
- 28 июля — сильно заболевает Иван III, по выражению летописца "начат изнегомати"[14], отчего умирает в 1505 году[16].
- Конец августа — начало сентября — Иван III несмотря на заболевание проводит церковный собор по вопросам повседневного церковно-монастырского быта, на котором принимают решение о запрете взимания пошлин за постановление, запрет службы в миру вдовым священникам и прочее. Собор отвергает предложение великого князя о секуляризации церковных земель[14].
  - Иосиф Волоцкий на Соборе выступает против нестяжателей, обосновав учение о неотчуждаемости имуществ Церкви и убеждает великого князя отказаться от секуляризации церковных земель[17].
- 21 сентября — Иван III и Василий III выезжают на богомолье в Троице-Сергиев монастырь и далее совершают поездку в города: Переяславль-Залесский, Ростов и Ярославль. Возвращаются в Москву 09 ноября[18].
- После смерти рязанского князя Фёдора Васильевича, в нарушении договора между братьями от 19 августа 1496 года, когда доля бездетного брата должна была перейти другому брату, Фёдор отказывает свой удел не племяннику Ивану Ивановичу Рязанскому, а великому князь Ивану III. После этого, фактически (официально в 1521 году), большая часть Рязанского княжества начинает принадлежать московскому великому князю, что впоследствии подтверждено договором 1508 года[19].
- Зубцов вместе с прилегающими волостями, путями, сёлами и "со всеми пошлинами", Углич с уездом, Молога с волостями, городки-крепости Хлепень, Рогачёв, Опочка с волостями, а также половина Ржевы (другая половина уходила в удел волоцкого князя Фёдора Борисовича), Мещовск, Опаков с волостями, московское село Напрудское и подмосковное село Озерецкое были завещаны Иваном III в удел его сыну Дмитрию Ивановичу Жилке. Согласно духовной грамоте Дмитрий Жилка не имел права претендовать на расширение удела ни при каких условиях и был ограничен в собственнических правах, лишён права чеканить монету, получать таможенные и большинство других доходов с Москвы[20].
- Пожалованы окольничеством:  Мамонов Иван Григорьевич[21].

## Начало правления
См. также: Список глав государств в 1503 году
- 21 октября — Юлий II (1443—1513), Папа Римский.
- 1503—1520 — правитель ацтеков Моктесума (Мотекусома) (1466—1520).

## Наука и искусство
- Леонардо да Винчи возвращается во Флоренцию, где работает над планом взятия Пизы путём изменения русла реки Арно и начинает писать «Джоконду».

## Родились

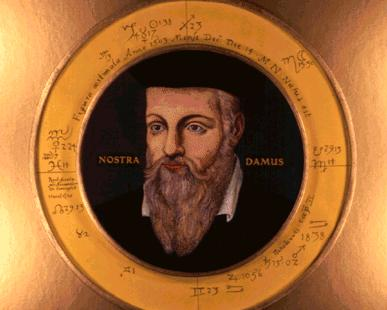
Изображение Нострадамуса.

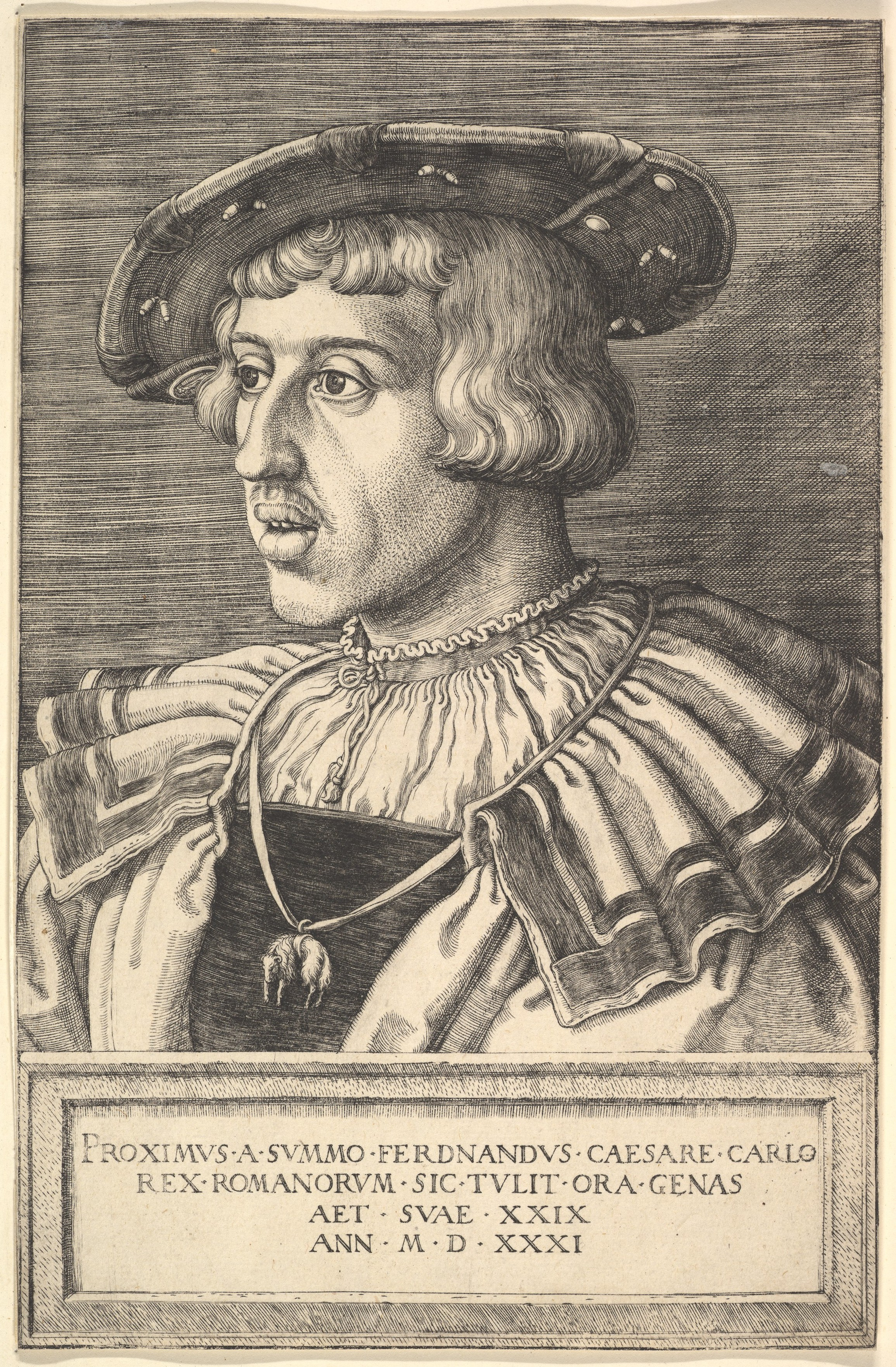
Изображение Фердинанда I.

См. также: Категория:Родившиеся в 1503 году
- 18 апреля — Генрих II Наваррский, король Наварры с 1517 года из династии Альбре, сын короля Жана (Хуана) III д’Альбре и королевы Екатерины де Фуа, дед Генриха IV.
- 24 февраля — Йоханнес Гроппер, немецкий кардинал, архиепископ, католический богослов и церковный политик эпохи Реформации.
- 14 декабря — Нострадамус, французский астролог, врач, фармацевт и алхимик, знаменитый своими пророчествами.
- Анна Богемская и Венгерская — жена Фердинанда I, королева Германии с 1531 по 1547 год, королева Чехии с 1526 по 1547 год.
- Бронзино, Аньоло — итальянский живописец, выдающийся представитель маньеризма.
- Гарсиласо де ла Вега — испанский поэт.
- Уайетт, Томас — английский государственный деятель и поэт.
- Изабелла Португальская — супруга императора Карла V.
- Кристиан III (король Дании) — король Дании с 29 июля 1536 года (провозглашён королём в изгнании 19 августа 1535) и Норвегии с 1 апреля 1537 года. Старший сын датского короля Фредерика I и его первой супруги Анны Бранденбургской. Провёл лютеранскую реформу (1536) и, установив прочные связи церкви и короны, заложил основы абсолютизма датской монархии XVII века.
- Фарнезе, Пьер Луиджи — первый герцог Пармский из дома Фарнезе, гонфалоньер католической церкви, герцог Кастро с 1537 по 1545 год.
- Фердинанд I — король Венгрии и Богемии с 1526 года, император Священной Римской империи с 1556 (формально с 1558) года, родоначальник младшей (австрийской) ветви дома Габсбургов. Также был эрцгерцогом Австрии, и именно в его правление Австрией турки потерпели поражение под Веной (1529)
- Франческо Пармиджанино — итальянский художник и гравёр эпохи Возрождения, представитель маньеризма.

## Скончались

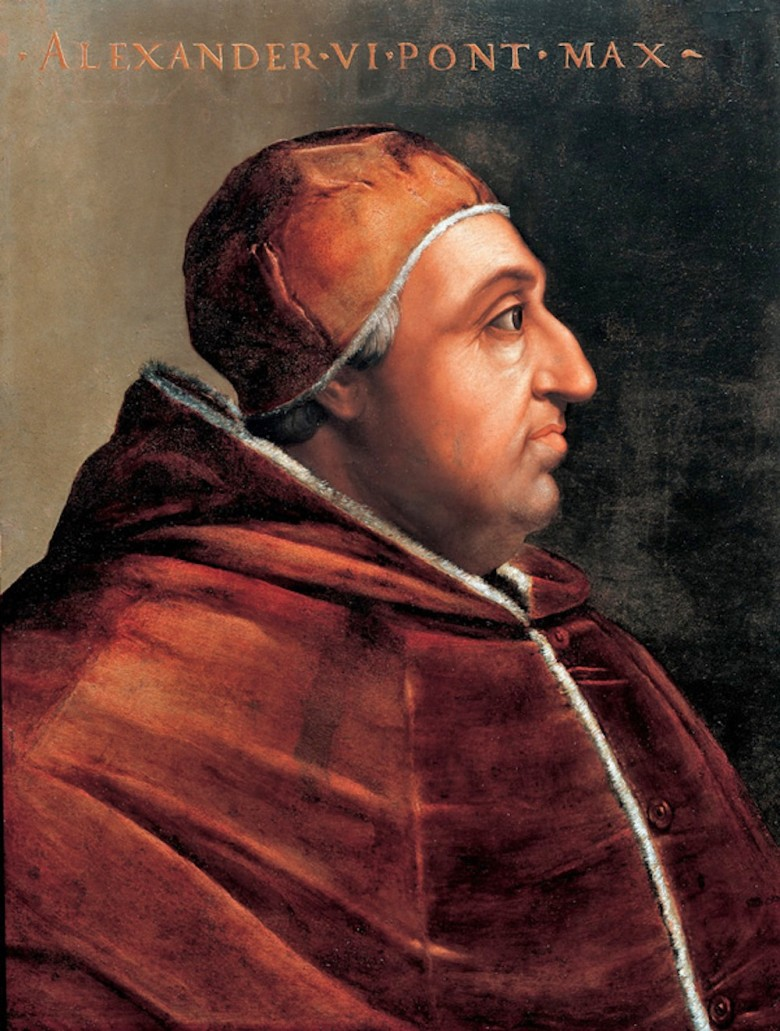
Изображение Александра VI.

См. также: Категория:Умершие в 1503 году
- 7 апреля — София Палеолог, великая княгиня московская, вторая жена Ивана III, мать Василия III, бабушка Ивана IV Грозного[14].
- 18 августа — Александр VI, папа римский с 12 августа 1492 по 18 августа 1503 года.
- 18 октября — Пий III, папа римский с 22 сентября по 18 октября 1503 года.
- Д’Обюссон, Пьер — великий магистр ордена иоаннитов, кардинал Франции, из знатного французского рода.
- Елизавета Йоркская — старшая дочь короля Англии Эдуарда IV и Елизаветы Вудвилл. Супруга Генриха VII.
- Маргарита Йоркская — третья супруга герцога Бургундии Карла Смелого, дочь герцога Йоркского Ричарда, родная сестра королей Англии Эдуарда IV и Ричарда III.
- Пьеро Глупый — старший сын Лоренцо Великолепного (1449—1492), фактический правитель Флоренции с 1492 до его изгнания из республики в 1494 году.
- Стуре, Стен Старший — регент Швеции с 16 мая 1470 по 18 октября 1497 года (1-й раз), и с ноября 1501 года (2-й раз), который своей деятельностью подготовил окончательное расторжение Кальмарской унии и восстановление шведской государственности.
- Фёдор Васильевич — рязанский князь[19].